# Ragnvald svéd király
Ragnvald (svédül Ragnvald Knaphövde) a svédek királya volt az 1120-as évek közepén vagy 1130-ban. Melléknevének jelentése lehet kerek fejű, ostoba vagy utalhat egy emberfej méretű ivóedényre is. 

## Származása és megválasztása
Ragnvald származása bizonytalan, Sven Tunberg történész szerint azonos I. Inge király Ragnvald nevű fiával, más források szerint Olof Näskonung fia volt (Neskonungr ónorvég nyelven a hegyfok királyát vagy kiskirályt jelent). A Västgötalagen (A nyugati gótok törvénye, a legrégebbi latin betűs svéd nyelvemlék a 13. századból) nem említi hogy a régi királyok vérvonalából származna. 
A Västgötalagen királylistája szerint Ragnvald II. Inge után lett svéd uralkodó. Az upplandiak választották meg, utána elismerték a keleti gautok is Östergötlandban, ám mikor Västergötlandba érkezett és elővigyázatlan módon nem szedett túszokat biztonsága érdekében, az ottani nyugati gautok - állítólag dölyfös magatartása miatt - Karlebyben megölték. A gautok már korábban is vitatták a tőlük északra lakó sveák kizárólagos jogát a királyválasztásra és I. Magnus személyében egy dán herceget hívtak meg uralkodójukul. Magnus halála után még jó ideig nem fogadták el a sveák választását és I. Sverker csak több mint egy évtized múlva tudta visszaállítani a tartományban a svéd királyok fennhatóságát.   

## Fordítás
- Ez a szócikk részben vagy egészben  a   Ragnvald Knaphövde című angol Wikipédia-szócikk ezen változatának fordításán alapul.  Az eredeti cikk szerkesztőit annak laptörténete sorolja fel. Ez a jelzés csupán a megfogalmazás eredetét és a szerzői jogokat jelzi, nem szolgál a cikkben szereplő információk forrásmegjelöléseként.

| Előző uralkodó: II. Inge | Svédország uralkodója 1125 – 1126 | Következő uralkodó: I. Magnus |

1. ↑  Find a Grave (angol nyelven). Find a Grave . (Hozzáférés: 2017. október 9.)